# أيوب خان (ممثل)
أيوب خان هو ممثل هندي، ولد في 23 فبراير 1969 في الهند.

## وصلات خارجية
- أيوب خان على موقع IMDb (الإنجليزية)
- أيوب خان على موقع قاعدة بيانات الفيلم (الإنجليزية)